# 久米里紗
久米里紗（くめ りさ、1984年7月14日 - ）は、日本のモデル。静岡県掛川市在住。2005年度ミス日本グランプリ受賞者。

## 経歴
1984年7月14日、父親の赴任先であるシンガポールで生まれる。
1985年、父親の転勤のため、タイのバンコクに移る。1歳から10歳までこの地で暮らす。
常葉学園菊川高等学校を経て静岡文化芸術大学文化政策学部に進学。
2004年夏、ニュージーランドへホームステイ(5週間の語学研修)。この間に本人に内緒で母親がミス日本に応募、それが書類審査を通過。本人は2次審査の通知を受け取って初めて、自分がミス日本の応募者であると知った。
2005年1月24日、2289人の応募者の中から、「第37回2005年度ミス日本グランプリ」に選ばれる。
2005年3月25日、グランプリ受賞の報告のため栃木県来訪。宇都宮市役所や下野新聞社など約10所を訪問。市内の病院では、入院患者などを慰問した。宇都宮市は初めてという彼女は、下野新聞社の取材に対して「街並みがきれいですね。ギョーザをたくさん食べたい」とコメント。
2005年5月23日、NTTコミュニケーションズと日本アロマコーディネーター協会と協力し、自宅でアロマブレンドのレッスンを受講できる「アロマコミュニケーションモニターレッスン」を提供すると発表した。発表会でデモンストレーションを務める。プライベートでもアロマセラピーに凝っているという彼女は、「たとえば寝る前には快眠できるラベンダーの香りを使っている。また、お香はローズ系が好きで、帰宅するといつもたいている」と発言。
2005年8月、ニュージーランドで公益財団法人国際親善協会主宰の「2005年ジャパンウィーク」の着物親善大使を務める。2005年8月7日、山口県山陽小野田市で開催された第2回おのだ七夕まつりに出演。
2005年11月13日に掛川市で行われた、第1回新掛川消防フェスタでは一日消防署長を務めている。

### 出版
- 『Myしずおか』No.25（静岡県知事戦略局広聴広報課、2005年）

### フィルモグラフィ
- 『SBSテレビ夕刊』（静岡放送、2005年1月26日）

## その他
趣味は買い物・映画・音楽。特技は水泳、のぼり棒。
ミス日本に出場するにあたって、ニキビが出ないように大好物のチョコレートを控えた。